# Javier Ontiveros
Javier "Javi" Ontiveros Parra (Marbella, 9 september 1997) is een Spaans voetballer die doorgaans als aanvaller speelt. Hij verruilde Málaga in augustus 2019 voor Villarreal CF.

## Clubcarrière
Ontiveros kwam via Vázquez Cultural en Real Betis in 2010 in de jeugdopleiding van Málaga terecht. In het seizoen 2015/16 stroomde hij door naar Atlético Malagueño. Hij maakte zijn debuut voor het tweede elftal in de Tercera División op 22 augustus 2015 in de met 0−2 gewonnen uitwedstrijd tegen CD Comarca del Mármol. Op 21 november 2015 maakte Ontiveros zijn debuut bij de hoofdmacht in de Primera División tegen Espanyol. Hij kwam de tweede helft het veld in als vervanger van Arthur Boka. Twaalf dagen later volgde zijn debuut in de Copa del Rey tegen CD Mirandés.  In totaal zou hij die seizoen 2015-2016 viermaal invallen en zou nog elf doelpunten scoren voor het filiaal.  Tijdens het seizoen 2016-2017 scoorde hij op 26 november 2016 zijn eerste doelpunt op het hoogste niveau. Hij scoorde tijdens de laatste minuut een doelpunt dat leidde tot de 4-3 overwinning tegen Deportivo de La Coruña.  Tijdens het seizoen 2017-2018 werd hij vanaf 31 januari 2018 uitgeleend aan Real Valladolid, een ploeg uit de Segunda División A.  Met deze ploeg eindigde hij vijfde en kon langs de play off de promotie naar het hoogste niveau afdwingen.  Maar hij volgde de ploeg niet en keerde tijdens seizoen 2018-2019 terug naar Málaga, dat ondertussen naar Segunda División A gedegradeerd was.
Vanaf seizoen 2019-2020 vond hij onderdak bij Villarreal CF, een ploeg uit de Primera División. Hij tekende een contract voor vijf seizoenen en bij zijn overgang werd een som van 7,5 MEUR betaald.  Het eerste seizoen was een succesvol jaar met 30 optredens op het hoogste niveau en twee doelpunten.  Tijdens seizoen 2020-2021 werd hij uitgeleend aan reeksgenoot SD Huesca. Toen deze ploeg haar behoud niet kon bewerkstelligen, werd hij vanaf seizoen 2021-2022 uitgeleend aan reeksgenoot CA Osasuna.  Deze uitleen was helemaal niet succesvol, want einde januari 2022 had hij nog maar zesendertig minuten gespeeld tijdens drie invalbeurten.  Daardoor was het ook niet verwonderlijk dat voor hem een nieuwe bestemming gezocht werd.  Wat wel verwonderlijk was, was dat het deze keer handelde over een definitieve overgang en dat de naam van FC Cartagena harder en harder klonk.  Uiteindelijk zou het reeksgenoot CF Fuenlabrada zijn die de speler tot juni 2026 aan zich vast bond. De ploeg uit Villareal bekwam echter een optie om de speler terug te kopen.  De ploeg vocht voor het behoud en ging op het einde van de week net op bezoek bij Cartagena, dat voor een play off plaats vocht.  Hij viel tijdens de vierenzestigste minuut bij een 1-0 achterstand in en kon niets doen dat zijn ploeg met 3-0 verloor.

## Interlandcarrière
Ontiveros werd in november 2013 voor het eerst opgeroepen voor een Spaans jeugdelftal. Trainer Santi Denia nam hem op in de selectie van Spanje onder 17 voor de twee duels tegen de leeftijdsgenoten van Duitsland op 12 november en 14 november. Beide duels kwam Ontiveros in actie.
In 2015 speelde hij twee wedstrijden met Spanje onder 18 op de "SBS Cup" tegen Japan onder 18 (1−1) en Kroatië onder 18 (1−2 verlies). In 2016 speelde hij enkele wedstrijden voor Spanje onder 19.